# Девід Гаффман
 Девід Гаффман (англ. David Albert Huffman, *9 серпня 1925, Альянс, США — †7 жовтня 1999, Санта-Круз, США) — першопроходець у сфері теорії інформації.
У 1952 створив алгоритм префіксного кодування з мінімальною надмірністю (відомий як алгоритм або код Гаффмана).

## Біографія
Девід Гаффман народився у 1925 році в штаті Огайо, США. Гаффман отримав ступінь бакалавра електротехніки в державному університеті Огайо у віці 18 років. Потім він служив в армії офіцером підтримки радара на есмінці, який допомагав знешкоджувати міни в японських і китайських водах після Другої світової війни. Згодом він отримав ступінь магістра в університеті Огайо й ступінь доктора в Массачусетському інституті технологій (MIT).
Хоча Гаффман більше відомий за розробку методу побудови мінімально-надлишкових кодів, він також зробив важливий внесок у багатьох інших галузях (переважно в електроніці). Він довгий час очолював кафедру комп'ютерних наук в Массачусетському інституті технологій. У 1974 році, будучи вже заслуженим професором, він подав у відставку.
У жовтні 1999 року, у віці 74 років, Девід Гаффман помер від раку.

## Нагороди і визнання
Гаффман отримав ряд цінних нагород.
У 1955 — медаль Louis E. Levy від Франклінського інституту (Franklin Institute) за докторську дисертацію про схеми з послідовним перемиканням.
У 1973 — нагороду W. Wallace McDowell.
У 1981 — нагороду від комп'ютерної спільноти IEEE.
У 1998 — золоту ювілейну нагороду за технологічні нововведення від IEEE.
У 1999 — Медаль Річарда Геммінга від Інституту інженерів з електротехніки та електроніки (IEEE) за винятковий внесок у теорію інформації.